# Zamach w Aleksandrii (2011)
Zamach w Aleksandrii miał miejsce 1 stycznia 2011 i został przeprowadzony chwilę po północy w Nowy Rok 2011 przed wejściem do koptyjskiego kościoła al-Qidiseen.

## Zamach
Do zamachu doszło w dzielnicy Sidi Bishr. Pod kościół al-Qidiseen chwilę po północy podjechała zielona Skoda. Zamachowiec wyszedł z pojazdu i oddalając się od niego odpalił bomby pozostawione w samochodzie za pomocą telefonu komórkowego. Zginęło 23 chrześcijan, 97 osób odniosło rany. Wśród rannych było ośmiu muzułmanów.
Początkowo odpowiedzialnością za zamach obarczono izraelski Mosad, później gubernator Aleksandrii Adel Labib oskarżył Al-Kaidę, która groziła koptyjskiemu kościołowi.

## Reakcje międzynarodowe
- Zamach potępił papież Benedykt XVI[1].
- Unia Europejska potępiła zamachy i wezwała do ochrony chrześcijan[2]
  -  Minister spraw zagranicznych Włoch Franco Frattini apelował o rozwiązania międzynarodowe służące ochronie chrześcijan w Egicpie[3]
  -  Parlament Europejski przyjął rezolucję potępiającą ten atak i wszystkie ataki na chrześcijan Bliskiego Wschodu[4]
  -     Ministrowie spraw zagranicznych Włoch, Francji, Węgier i Polski wystosowali list do Komisji Europejskiej z prośbą o podjęcie zdecydowanych działań do obrony prześladowanych chrześcijan[5][6]
  -  Prezydent Francji skrytykował czystki religijne w tym regionie świata[7]
- O ochronę mniejszości religijnych Bliskiego i Środkowego Wschodu apelowało Zgromadzenie Parlamentarne Rady Europy[8]
- Prezydent Stanów Zjednoczonych Barack Obama ostro potępił zamach[9]
- Kondolencje przekazał rosyjski prezydent Dmitrij Miedwiediew[10]